# Утакмице фудбалске репрезентације Мађарске 1913.
Фудбалска репрезентација Мађарске је током 1913. године имала три утакмице, од којих су две биле против Аустрије за Вагнеров куп и једна утакмица против Шведске. Мађарска је све три утакмице победила.
Капетен националног тима: Еде Херцог

## Утакмице
| Аустрија      | 1 : 4 (0 : 1) | Мађарска                                  |
| ------------- | ------------- | ----------------------------------------- |
| Студницка 62’ | Извештај      | Тот Потја 23’ · Биро 70’ · Патаки 75’ 77’ |

| Мађарска                | 2 : 0 (0 : 0) | Шведска |
| ----------------------- | ------------- | ------- |
| Патаки 87’ · Шлосер 89’ | Извештај      |         |

| Мађарска                                        | 4 : 3 (3 : 1) | Аустрија                                  |
| ----------------------------------------------- | ------------- | ----------------------------------------- |
| Кертес II 4’ 25’ · Ђерђ Хлаваи 39’ · Патаки 68’ | Извештај      | Шварц II 28’ · Мерц 79’ · Дитрих 83’ (11) |

Састав репрезентације Мађарске на 45. утакмици
Карољ Жак, Ђула Румболд, Имре Пајер, Ђула Биро, Шандор Броди, Золтан Блум, Ференц Вајс, Тот Потја , Михаљ Патаки, Имре Шлосер, Гашпар Борбаш
- Селектор: Еде Херцег[2]

Састав репрезентације Мађарске на 46. утакмици
Карољ Жак, Ђула Румболд, Имре Пајер, Ђула Биро, Калман Сури, Золтан Блум, Ференц Вајс, Шандор Боднар, Михаљ Патаки, Имре Шлосер, Гашпар Борбаш
- Селектор: Еде Херцег[3]

Састав репрезентације Мађарске на 47. утакмици
Карољ Жак, Ђула Румболд, Оскар Сендре, Ђула Биро, Ђерђ Хлаваи, Антал Ваго, Ђула Добо, Вилмош Кертес II, Михаљ Патаки, Имре Шлосер, Тот Потја
- Селектор: Еде Херцег[4]

## Играчи репрезентације
| Домаћин · 1913 | Гост · 1913 |

| - Михаљ Патаки - Имре Шлосер - Карољ Жак - Ђула Румболд - Шандор Броди - Имре Пајер - Ференц Вајс |